# أنتيه تراوي
أنتيه تراوي (بالألمانية: Antje Traue)‏ هي ممثلة ألمانية، ولدت في 18 يناير 1981 بميتفايدا في ألمانيا.

## أعمال

### أفلام
- (2009) باندورم[5]
- (2011) 5 أيام من الحرب
- (2013) الرجل الفولاذي[6][7]
- (2014) الابن السابع
- (2015) المجرم

## وصلات خارجية
- أنتيه تراوي على موقع IMDb (الإنجليزية)
- أنتيه تراوي على موقع ميتاكريتيك (الإنجليزية)
- أنتيه تراوي على موقع روتن توميتوز (الإنجليزية)
- أنتيه تراوي على موقع مونزينجر (الألمانية)
- أنتيه تراوي على موقع قاعدة بيانات الأفلام العربية
- أنتيه تراوي على موقع ألو سيني (الفرنسية)
- أنتيه تراوي على موقع أول موفي (الإنجليزية)
- أنتيه تراوي على موقع قاعدة بيانات الأفلام السويدية (السويدية)
- أنتيه تراوي على موقع قاعدة بيانات الفيلم (الإنجليزية)
- أنتيه تراوي على موقع ليتربوكسد (الإنجليزية)